# Gymnetis drogoni
Gymnetis drogoni — вид жуків з родини пластинчастовусих (Scarabaeidae). Описаний у 2018 році. Поширений в Південній Америці (Колумбія, Еквадор, Бразилія, Парагвай).

## Назва
Вид названий на честь дракона Дрогона з серії фентезійних романів «Пісня льоду й полум'я».